# Агент (рачунарство)
Агент у рачунарству је програм, или дио софтвера, оспособљен за аутономно, флексибилно, намјенско дјеловање и резоновање, с циљем испуњавања једног, или више задатака. Агенти су дизајнирани тако, да могу да реагују на спољашњи стимул окружења у којем се налазе, као и на акције и понашање корисника система. Када се више агената налази у одређеном систему, индивидуални агенти могу реаговати заједно у циљу обављања одређеног задатка, или више задатака, као и на стимуалације из других спољашњих система. За агенте се користе различити називи, углавнм зависно од окружења у којем обављају задатке: аутономни агенти, асистенти, брокери, ботови, дроиди, интелигентни агенти, агенти софтвера, или софтверски агенти. 